# Richard Schulze (SS-Mitglied)
Richard Julius Ferdinand Schulze (* 20. September 1898 in Mainz; † 24. Dezember 1969 in Buxtehude) war ein deutscher Kriminalrat und SS-Obersturmbannführer, der als Kriegsverbrecher verurteilt wurde.

## Karriere bis 1945
Richard Schulze promovierte zum Dr. rer. pol. und amtierte 1933 als Chef der Gestapo in Darmstadt. 1937 wurde er Chef der Kriminalpolizei von Gleiwitz. Im September 1939 war er im Stab der Einsatzgruppe II in Polen eingesetzt, danach war er als Kripochef in Kattowitz und ab 1941 in Königsberg (Preußen) tätig. Im August 1942 amtierte er im Rang eines Oberregierungsrates als Kriminalrat und Gruppenleiter im Reichskriminalpolizeiamt. Dort führte er im Amt V die Gruppe C (Stellvertreter Kurt Amend), die unter anderem nach entflohenen Kriegsgefangenen fahndete und hatte zudem die Funktion eines Verbindungsführers des RSHA zum Chef des Kriegsgefangenenwesens inne. Schulze war zusammen mit den Diplomaten des Auswärtigen Amtes Horst Wagner und Eberhard von Thadden in die Mordpläne gegen den französischen General Gustave Mesny involviert.
Schulze war seit dem 1. Mai 1937 Mitglied der NSDAP (Mitgliedsnummer 4.705.810) und seit 1938 in der SS; zwischen dem 7. und 16. Juni 1944 wurde er direkt von der untersten Stufe des SS-Staffelmanns zum SS-Obersturmbannführer befördert.

## Nach Kriegsende
Nach Ende des Zweiten Weltkrieges floh Schulze aus sowjetischer Gefangenschaft, hielt sich unter falschem Namen in Berlin auf und wurde im Mai 1946 von US-Amerikanern verhaftet. Gegen ihn wurde ermittelt, da er im März 1945 an der Ermordung eines amerikanischen Flugzeugpiloten beteiligt gewesen war. Während der Fliegerprozesse, die im Rahmen der Dachauer Prozesse stattfanden, wurde Schulze 1947 zum Tode verurteilt. 1951 wurde er begnadigt und seine Strafe in lebenslange Haft umgewandelt. Mitte Dezember 1956 wurde er aus dem Kriegsverbrechergefängnis Landsberg entlassen.
Die deutschen Behörden erkannten Schulze als Spätheimkehrer an und billigten ihm die Ruhestandsbezüge eines Oberregierungsrates zu. Nebenbei arbeitete Schulze für französische Presseagenturen und die Frankfurter Allgemeine Zeitung.
Ende 1959 erging Haftbefehl gegen Schulze und weitere Tatverdächtige, die der Beteiligung an der Ermordung des französischen Generals Gustave Mesny beschuldigt wurden. Nach zahlreichen Ermittlungspannen – unter anderem verweigerten die französischen Behörden die Überlassung von Ermittlungsakten – wurde das Hauptverfahren gegen Schulze mehrfach verschoben und die Verhandlungsfähigkeit des Angeklagten bestritten. Zu einer Verurteilung kam es nicht mehr.